# Dražice (Slowakei)
Dražice, ungarisch Perjése ist eine Gemeinde in der südlichen Mittelslowakei mit 248 Einwohnern (Stand 31. Dezember 2024), die im Okres Rimavská Sobota, einem Kreis des Banskobystrický kraj, liegt und zur traditionellen Landschaft Gemer gehört.

## Geographie

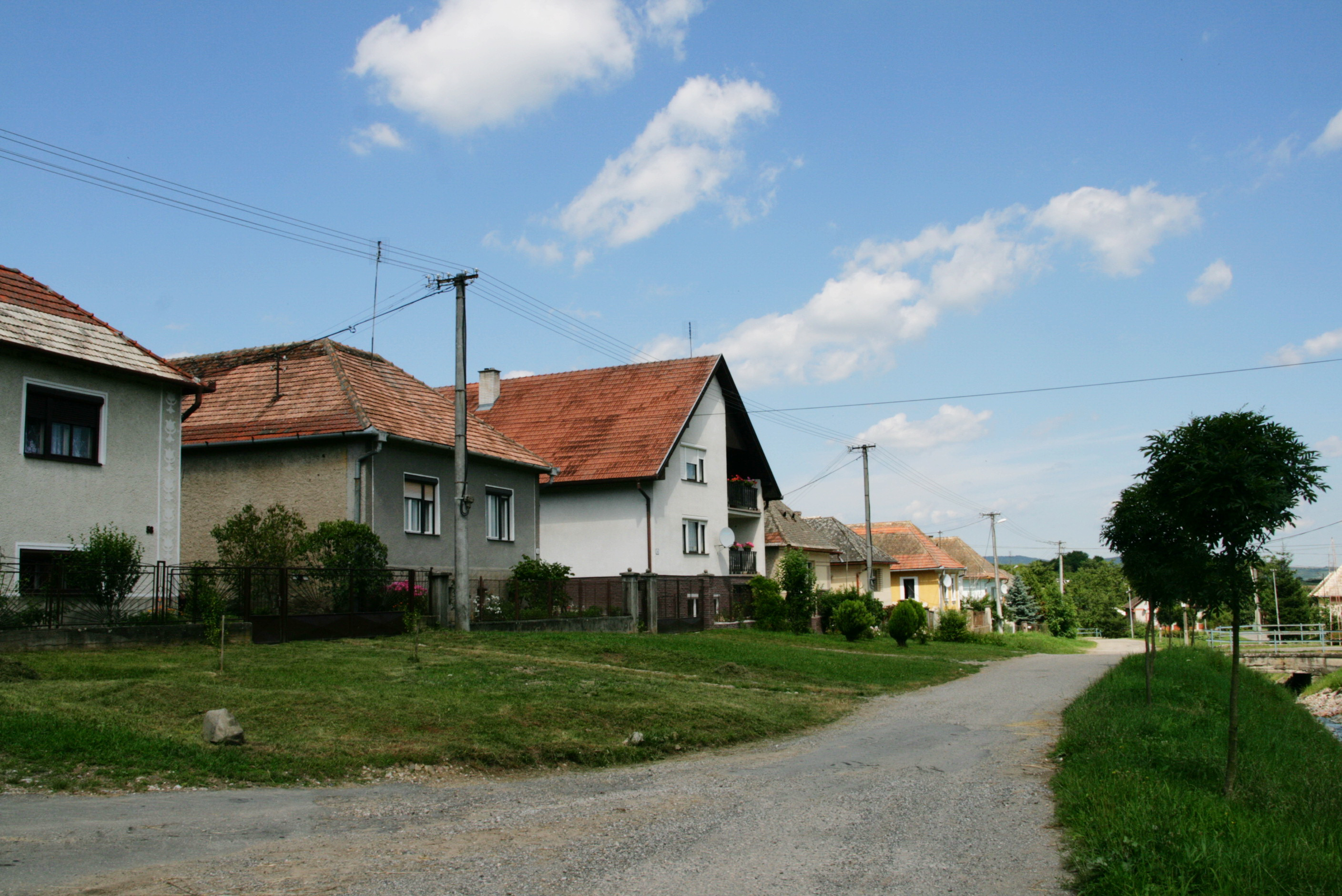
Straßenansicht in Dražice

Die Gemeinde befindet sich im nördlichen Teil des Talkessels Rimavská kotlina (Teil der größeren Einheit Juhoslovenská kotlina), am Bach Dražický potok, einem rechtsseitigen Zufluss des Blh im Einzugsgebiet der Rimava. Das Ortszentrum liegt auf einer Höhe von 271 m n.m. und ist neun Kilometer von Rimavská Sobota entfernt.
Nachbargemeinden sind Padarovce im Norden, Veľký Blh im Osten und Süden, Zacharovce im Südwesten und Rimavská Sobota (Stadtteil Vyšná Pokoradz) im Westen.

## Geschichte

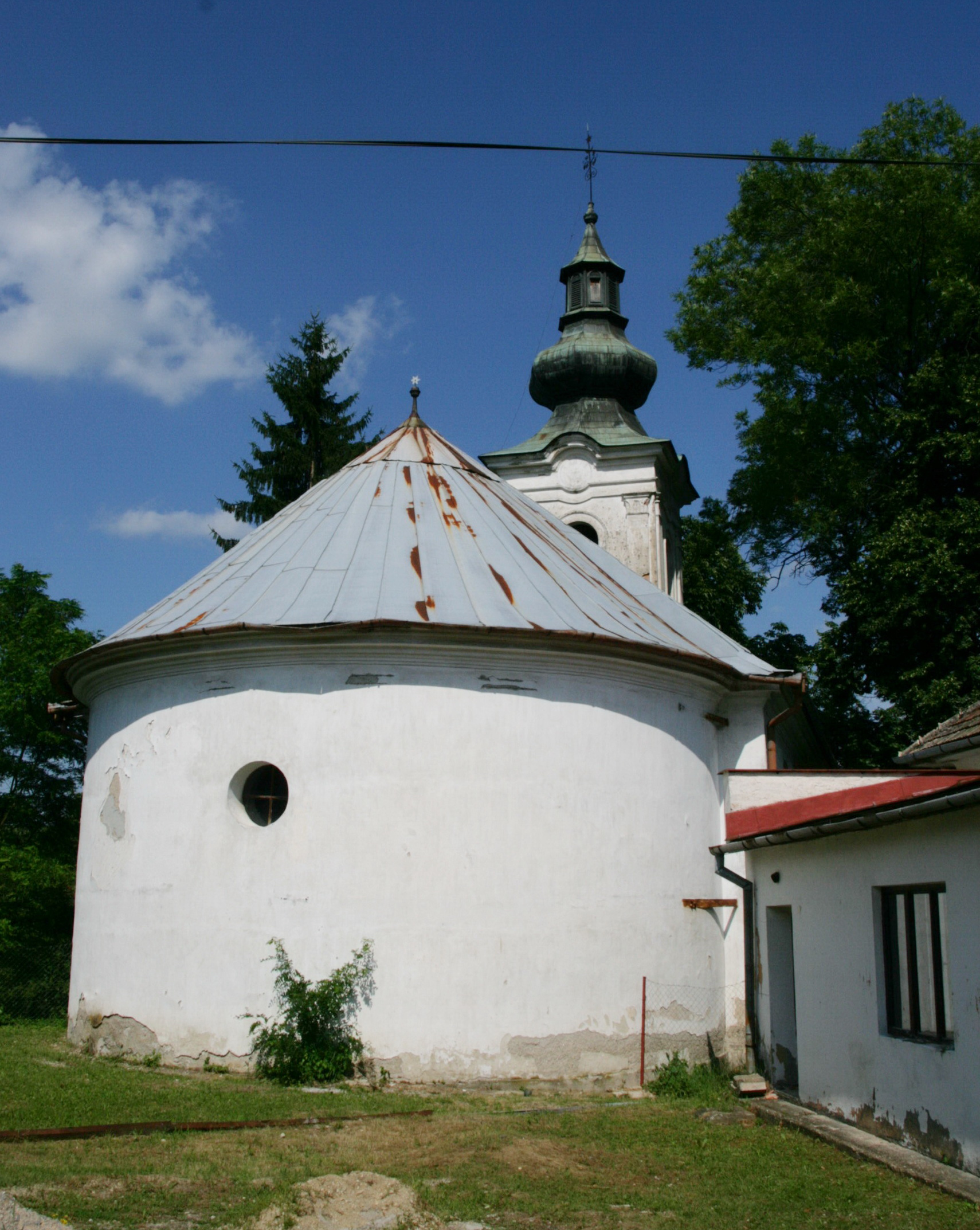
Evangelische Kirche

Dražice wurde zum ersten Mal 1323 als Peryese schriftlich erwähnt, weitere historische Bezeichnungen sind unter anderen Perieze (1393) und Darsicze (1773). Das Dorf lag im Herrschaftsgebiet der Burg Blh, im 16. Jahrhundert war es Besitz der Familie Széchy und schließlich befand es sich in der Herrschaft der Burg Muráň. 1427 gab es 17 Porta in Dražice. Um die Wende vom 17. zum 18. Jahrhundert erlitt der Ort schwere Schäden durch Kriegseinwirkungen. 1828 zählte man 71 Häuser und 567 Einwohner, die als Landwirte, Obstbauer und Winzer beschäftigt waren.
Bis 1918/19 gehörte der im Komitat Gemer und Kleinhont liegende Ort zum Königreich Ungarn und kam danach zur Tschechoslowakei beziehungsweise heute Slowakei. Auf Grund des Ersten Wiener Schiedsspruchs lag der Ort von 1938 bis 1944 noch einmal in Ungarn.

## Bevölkerung
| Jahr                | 1994 | 2004     | 2014     | 2024    |
| ------------------- | ---- | -------- | -------- | ------- |
| Anzahl der Personen | 178  | 226      | 272      | 248     |
| Unterschied         |      | +26,96 % | +20,35 % | −8,82 % |

| Jahr                | 2023 | 2024    |
| ------------------- | ---- | ------- |
| Anzahl der Personen | 254  | 248     |
| Unterschied         |      | −2,36 % |

Gemäß der Volkszählung 2011 wohnten in Dražice 266 Einwohner, davon 127 Magyaren, 119 Slowaken, fünf Roma und zwei Tschechen. 13 Einwohner machten keine Angabe zur Ethnie.
91 Einwohner bekannten sich zur römisch-katholischen Kirche, 89 Einwohner zur Evangelischen Kirche A. B., jeweils sieben Einwohner zur evangelisch-methodistischen Kirche und zur reformierten Kirche sowie jeweils ein Einwohner zu den Zeugen Jehovas und zur griechisch-katholischen Kirche. 25 Einwohner waren konfessionslos und bei 45 Einwohnern wurde die Konfession nicht ermittelt.

## Baudenkmäler
- evangelische Kirche im klassizistischen Stil aus dem Jahr 1842, die eine Holzkirche ersetzte[6]